# Coryphantha cornifera
Coryphantha cornifera, conocido comúnmente como biznaga de cuernos, es una especie de planta suculenta perteneciente al género Coryphantha, dentro de la familia Cactaceae. Es endémica de México. 

## Descripción

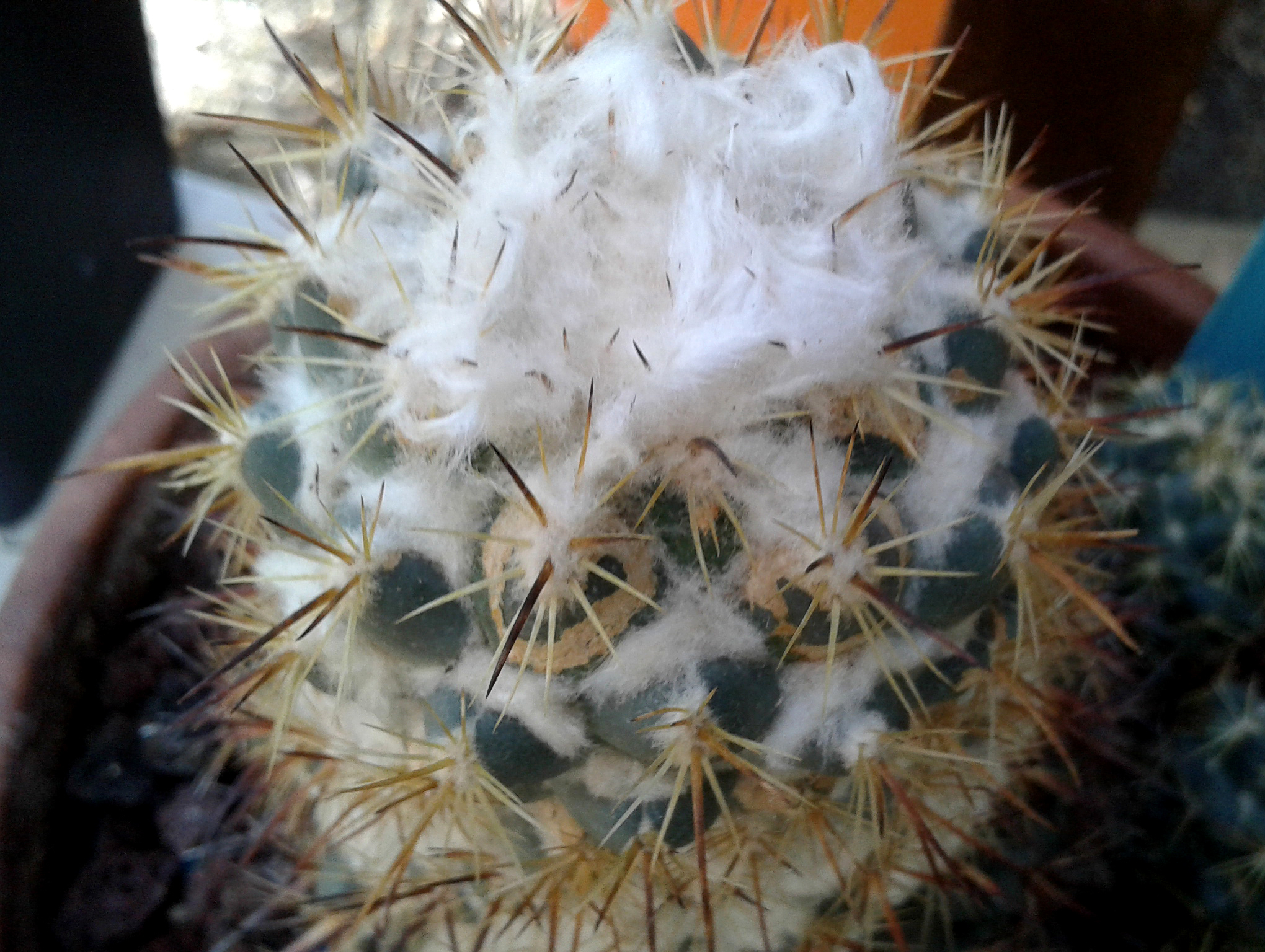
Ápice lanoso

Coryphantha cornifera es una especie de cactus que suele crecer de forma solitaria. Los tallos tienen una forma que va de globosa a cilíndrica, con la epidermis de color verde oliva opaco. Miden de 6 a 12 cm de alto y de 8 a 15 cm de diámetro, con una raíz fibrosa o semigrasa. Tienen el ápice romo, deprimido y cubierto de lana blanca.
Los tallos están cubiertos de tubérculos cónicos, con forma de romboide en la base, oblicuamente cortados y acanalados en la parte superior. Miden de 1,2 a 1,6 cm en la base, de 0,8 a 1,4 cm de altura y se disponen en filas de 5 a 8. Las axilas son lanosas al principio, pero con el tiempo se vuelven desnudas.
En la punta de los tubérculos se asientan las areolas, las cuales, cuando tienen espinas centrales son ovaladas y miden hasta 3 mm de largo y 2,5 mm de ancho. En cambio, cuando no tienen espinas centrales, las areolas son redondas y miden unos 2 mm de diámetro.

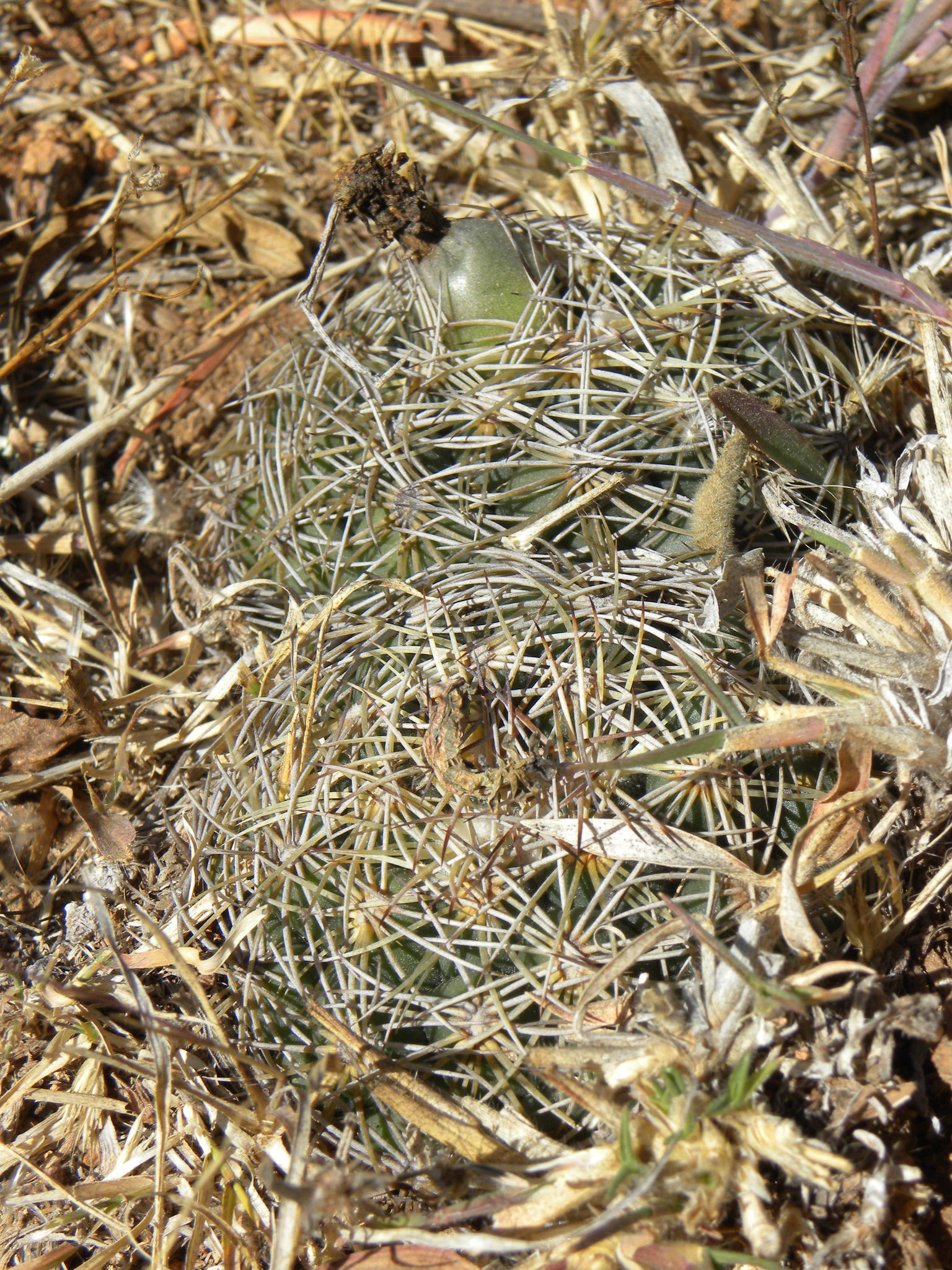
Detalle del fruto

Entre las espinas se distinguen de 0 a 3 espinas centrales de color marrón oscuro, volviéndose gris desde la base con la edad. Normalmente hay una espina central dominante que puede ser recta o curvada hacia abajo, de 1 a 1,8 cm de largo, y otras dos espinas centrales que sobresalen lateralmente y son curvadas. También hay de 10 a 20 espinas radiales bastante gruesas, de color blanquecino pálido, amarillo o de color cuerno, y a veces con las puntas más oscuras. Miden de 0,9 a 1,6 cm de largo, son horizontales, entretejidas, rectas o ligeramente curvadas.
Las flores son muy grandes, de 5 a 7 cm de ancho y de color amarillo (aunque ocasionalmente pueden ser rojas). Tienen forma de embudo y miden de 6 7 cm de largo. Los filamentos son de color rojizo a amarillo rojizo, las anteras amarillas, el estigma amarillo pálido y los lóbulos del estigma blanquecinos.
El fruto es jugoso, tiene remanentes florares y es de color verde a marrón. Mide aproximadamente 2,5 cm de largo y 1 cm de ancho. En su interior contienen semillas de aproximadamente 1 mm de largo y ancho.

## Distribución y hábitat
El área de distribución nativa de esta especie es México, concretamente en los estados mexicanos de Hidalgo, Querétaro, Guanajuato, San Luis Potosí, Jalisco y Zacatecas.
Crece principalmente en biomas desérticos o de matorral seco, sobre suelos de grava caliza de llanuras y colinas bajas situadas entre los 1800 y 2300 metros de altitud.

## Taxonomía
La primera descripción de esta especie fue como Mammillaria cornifera, publicada en 1828 por el botánico suizo Augustin-Pyrame de Candolle en la revista científica Mémoires du Muséum d'Histoire Naturelle 17: 112.
Más tarde, el botánico francés Charles Lemaire trasladó la especie al género Coryphantha, por lo que pasó a llamarse Coryphantha cornifera. Registró estos cambios en el libro Les Cactées: 35, publicado en 1868.
Etimología
- Coryphantha: nombre genérico que deriva del griego coryphe (que significa 'cima' o 'cabeza'), y anthos (que significa 'flor'), haciendo referencia a que las flores aparecen en el ápice de los tallos.
- cornifera: epíteto específico que deriva de las palabras latinas cornus (que significa 'cuerno') y fer (que significa 'que lleva'), haciendo referencia a la espina central de la especie, que tiene forma de cuerno o gancho.[7]

Sinonimia
- Cactus cornifer (DC.) Kuntze, 1891
- Cactus pfeifferianus (de Vriese) Kuntze, 1891
- Cactus radians (DC.) Kuntze, 1891
- Cactus radians var. pectinoides J.M.Coult., 1894
- Cactus scolymoides (Scheidw.) Kuntze, 1891
- Coryphantha bernalensis L.Bremer, 1984
- Coryphantha cornifera var. scolymoides (Scheidw.) Borg, 1937
- Coryphantha cornuta (Hildm. ex K.Schum.) A.Berger, 1929
- Coryphantha daimonoceras (Lem.) A.Berger, 1929
- Coryphantha impexicoma Lem. ex C.F.Först., 1885
- Coryphantha maliterrarum L.Bremer, 1984
- Coryphantha radians (DC.) Britton & Rose, 1923
- Coryphantha radians var. impexicoma (Lem.) Backeb. & F.M.Knuth, 1936
- Coryphantha radians var. pectinoides (J.M.Coult.) Bravo, 1982
- Coryphantha schwarziana Boed., 1933
- Coryphantha scolymoides (Scheidw.) A.Berger, 1929
- Echinocactus cornifer (DC.) Poselg., 1853
- Echinocactus cornifer var. impexicomus (Lem.) Poselg., 1853
- Echinocactus cornifer var. longisetus Poselg., 1853
- Echinocactus cornifer var. muticus Poselg., 1853
- Echinocactus cornifer var. nigricans Poselg., 1853
- Echinocactus cornifer var. scolymoides (Scheidw.) Poselg., 1853
- Echinocactus radicans (DC.) Poselg., 1853
- Mammillaria cornifera DC., 1828 (basónimo)
- Mammillaria cornifera var. impexicoma (Lem.) Salm-Dyck, 1850
- Mammillaria cornifera var. mutica Salm-Dyck, 1845
- Mammillaria cornifera f. scolymoides (Scheidw.) Schelle, 1926
- Mammillaria cornuta Hildm. ex K.Schum., 1898
- Mammillaria daemonoceras Lem. ex C.F.Först., 1846
- Mammillaria daimonoceras Lem., 1838
- Mammillaria demonoceras Jacques, 1838
- Mammillaria demonoceras var. impexicoma (Lem.) A.Cels & J.F.Cels, 1838
- Mammillaria impexicoma Lem., 1838
- Mammillaria pfeifferiana de Vriese, 1839
- Mammillaria pfeifferiana var. altissima Scheidw., 1839
- Mammillaria pfeifferiana var. dichotoma Scheidw., 1839
- Mammillaria pfeifferiana var. flaviceps Scheidw., 1839
- Mammillaria pfeifferiana var. fulvispina Scheidw., 1839
- Mammillaria pfeifferiana var. variabilis Scheidw., 1839
- Mammillaria radians DC., 1828
- Mammillaria radians var. daimonoceras (Lem.) K.Schum., 1898
- Mammillaria radians f. daimonoceras (Lem.) Schelle, 1907
- Mammillaria radians var. globosa Scheidw., 1838
- Mammillaria radians f. impexicoma (Lem.) Schelle, 1907
- Mammillaria radians var. impexicoma (Lem.) Salm-Dyck ex K.Schum., 1898
- Mammillaria radians var. scolymoides (Scheidw.) Schelle, 1907
- Mammillaria scolymoides Scheidw., 1841
- Mammillaria scolymoides var. longiseta Salm-Dyck, 1850
- Mammillaria scolymoides var. nigricans Salm-Dyck, 1850
- Mammillaria scolymoides var. raphidacantha Salm-Dyck, 1850

## Estado de conservación

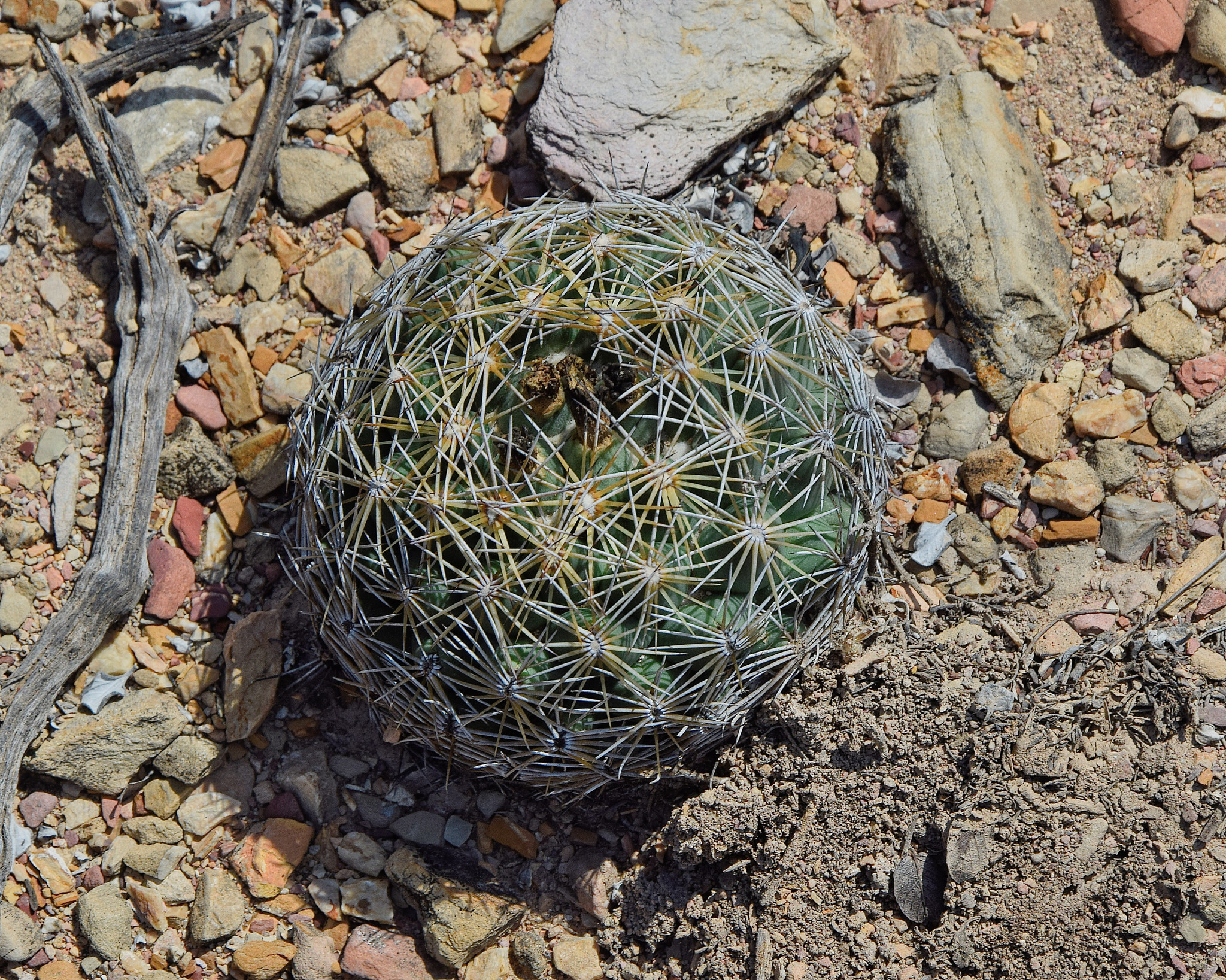
Planta en su hábitat

En la Lista Roja de Especies Amenazadas de la UICN, la especie está clasificada como de “Preocupación Menor (LC)”.
No se conocen amenazas importantes para la conservación de esta especie, aunque algunas poblaciones se están reduciendo debido al sobrepastoreo de cabras y ganado, así como por la expansión de la agricultura.

## Usos
Se cultiva principalmente como planta ornamental y su propagación se realiza a través de semillas.